# Chiesa e convento di San Giovanni in Parco
Il complesso conventuale di San Giovanni in Parco o in Palco di Nocera Inferiore, è collocato a mezza costa della collina di Sant'Andrea, in via Solimena tra l'ex-giardino del palazzo ducale(oggi villa comunale) e il monastero di Sant'Anna.

## Storia

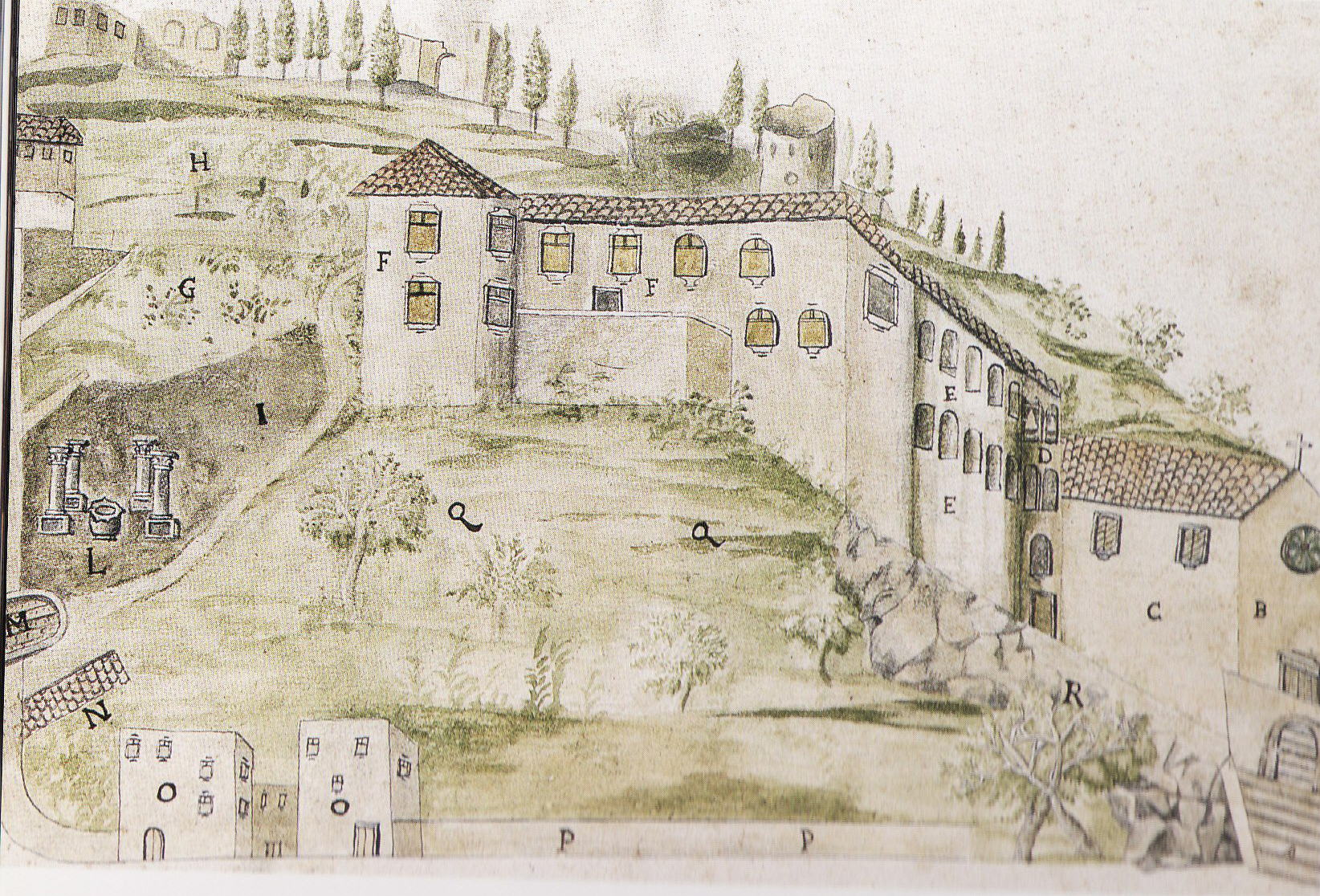
Veduta del monastero di San Giovanni in Parco del 1723

### Origini
La chiesa di San Giovanni sorgeva a ridosso della cinta muraria della città di Nocera, dando il nome alle torri di difesa ed alla zona, nota come casale di San Giovanni o Santojassi. Si ha notizia di una struttura dedicata al culto di San Giovanni lungo la collina antecedente al 955, che entrò in possesso dei Benedettini Verginiani, l'ordine del santuario di Montevergine fondato, presso Avellino, che intorno al XII secolo, ne fecero un cenabolo.
Dal 1220 è attestata la presenza presso di esso di un Ospedale dei Poveri voluto dai verginiani benedettini, divenuto poi di seguito convento.
Tra XV e XVI secolo il convento subì un primo rifacimento, ampliando la struttura con costruzioni in tufo grigio (in parte visibili ancor oggi).

### Dal '700 ai giorni nostri

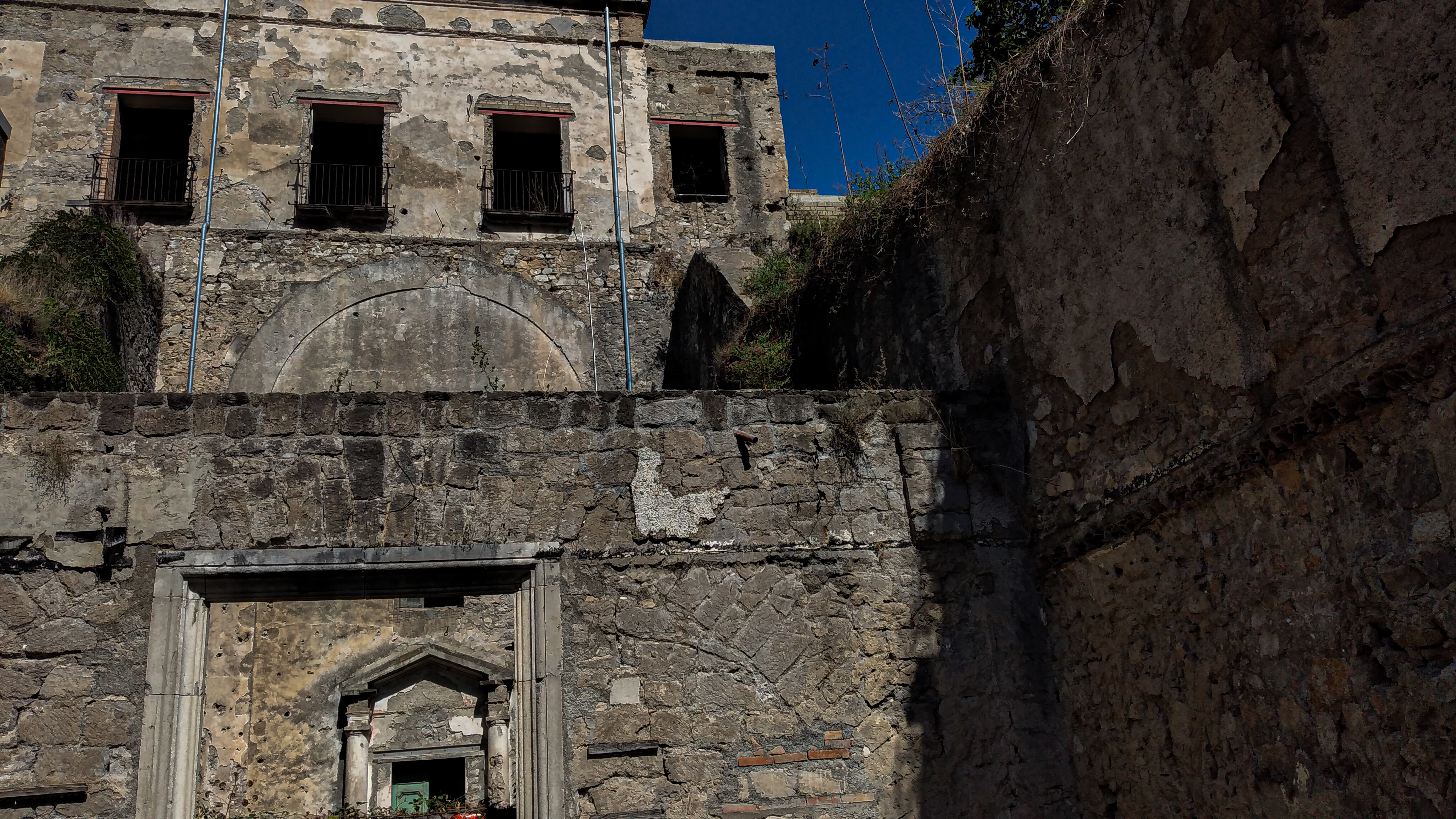
Ingresso alla chiesa di San Giovanni

Nel 1716 divenne abbazia dipendente da Montevergine. Tra il 1740 ed il 1759 fu completamente rifatto da Monsignor Nicola Letizia, già abate di Montevergine, che completò il chiostro dopo lo sbancamento del fianco occidentale della collina del Parco.
Dopo le alienazioni di primo Ottocento (soppressione dei monasteri del 1807), fu acquistato da Costantino Amato, padre del letterato Saverio Costantino Amato, che vi ospitò nel 1815 Murat fuggiasco. 
Con il tempo subì danni e manomissioni.
La scenografica scala che collega la strada con il complesso oggi è quasi completamente obliterata dagli edifici moderni; della chiesa, dopo il crollo della facciata e della navata, si conserva solo la parte presbiteriale con i resti di un significativo pavimento di maiolica settecentesca a grande disegno in cui sono da osservare due coretti in legno dorato e un affresco nella volta raffigurante la Visione di San Guglielmo.